# K中間子水素
K中間子水素（Kちゅうかんしすいそ、英: kaonic hydrogen）は、負の電荷を持ったK中間子と陽子が束縛されたエキゾチック原子である。
水素原子の電子と陽子は、電磁相互作用（クーロン力）のみで束縛されている。一方、K中間子と陽子の束縛状態の場合、2つの粒子はハドロンであるから、クーロン力による引力だけでなく、強い相互作用の影響も受けることになる。このため、K中間子水素に関する実験は強い相互作用の性質を知るために重要である。
実験において、K中間子水素は粒子加速器によって生成したK中間子を水素標的中で静止させることで作られる。生成したK中間子水素は励起状態であり、これが脱励起して基底状態へ落ちる際に放出されるX線を観測することで、強い相互作用の影響によるエネルギー準位のずれやその崩壊幅を測定することができる。K中間子水素は非常に短い寿命の準安定状態であり、寿命に対応する崩壊幅は、およそ500eVである。
K中間子水素の研究と関連して、K中間子重水素やK中間子ヘリウムなどのK中間子原子核の研究も注目されている。

## 歴史
K中間子水素はK中間子と陽子の束縛状態であり、クーロン力による引力で引き合っているだけでなく、強い相互作用の影響を少なからず受けているはずである。このときの強い相互作用、すなわち、K中間子と陽子との間に働く相互作用（KN相互作用、ここでKはK−
 あるいはK0
 、Nは核子の意味）が、引力的であるか斥力的であるかという問題は、ハドロン物理学において古くから知られた未解決問題だった。
1970-80年代に3つのグループによって行われた、K中間子水素から放出されるX線を測定する実験では、強い相互作用による正のエネルギーシフトが観測された。この結果は、KN相互作用が斥力的であることに対応している。一方で、K中間子と陽子の低エネルギー散乱実験のデータは、KN相互作用が引力的であることを示唆していた。2つの実験結果の矛盾は、K中間子水素パズル（kaonic hydrogen puzzle）と呼ばれ、30年近く未解決のままであった。
1997年、日本の高エネルギー加速器研究機構におけるKEK PS-E228実験によって、負のエネルギーシフトが観測された結果が初めて報告され、KN相互作用は引力的であると結論付けられた。それ以前まで行われていた実験では、標的として液体水素が用いられていたが、KEK PS-E228実験では、X線の収量を上げるために、低密度の標的として気体の水素を使うという改善を行った。
その後、イタリアのDAFNEによるDEAR実験 (DAΦNE exotic atom research)では、より高精度の実験が為され、KEK PS-E228実験と比べて2倍の精度の結果を得ることに成功した。DAFNEによる実験研究はさらに継続され、2011年には、SIDDHARTA実験（SIlicon Drift Detectors for Hadronic Atom Research by Timing Application）から、より詳細な結果が報告されている。

## 理論
Deser-Trueman公式によると、K中間子水素の基底状態（1s状態）についての強い相互作用によるエネルギーシフトε1sと崩壊幅Γ1sには以下の関係が成り立つ。
{\displaystyle \epsilon _{1s}+i{\frac {\Gamma _{1s}}{2}}=2\alpha ^{3}\mu ^{2}a_{K^{-}p}}
ここで、αは微細構造定数、μはK-p系の換算質量、{\displaystyle a_{K^{-}p}}はK-とpの散乱長である。実験によってε1sとΓ1sが測定されれば、上式を用いてK中間子と陽子の散乱長が求まり、KN相互作用を知ることができる。

## 実験結果
KEK PS-E228実験、DEAR実験、SIDDHARTA実験から報告されたK中間子水素の基底状態（1s状態）における強い相互作用によるエネルギーシフトε1sと崩壊幅Γ1sの実験値は以下の通りである。

### KEK PS-E228実験（1997年）
{\displaystyle \epsilon _{1s}=-323\pm 63\mathrm {(stat)} \pm 11\mathrm {(syst)eV} }
{\displaystyle \Gamma _{1s}=407\pm 208\mathrm {(stat)} \pm 100\mathrm {(syst)eV} }

### DEAR実験（2005年）
{\displaystyle \epsilon _{1s}=-193\pm 37\mathrm {(stat)} \pm 6\mathrm {(syst)eV} }
{\displaystyle \Gamma _{1s}=249\pm 111\mathrm {(stat)} \pm 30\mathrm {(syst)eV} }

### SIDDHARTA実験（2011年）
{\displaystyle \epsilon _{1s}=-283\pm 36\mathrm {(stat)} \pm 6\mathrm {(syst)eV} }
{\displaystyle \Gamma _{1s}=541\pm 89\mathrm {(stat)} \pm 22\mathrm {(syst)eV} }